# Dungeness National Wildlife Refuge
Dungeness National Wildlife Refuge je rezervace nedaleko města Sequim v okrese Clallam v americkém státě Washington, na pobřeží úžiny Juana de Fucy. Rezervace má rozlohu 2,55 km² a nachází se v ní Dungenesská kosa, Hřbitovní kosa a části Dungenesského zálivu a zátoky. Dungenesská kosa je jedna z nejdelších přírodních pískových kos na světě, je více než osm kilometrů dlouhá a velmi úzká. V roce 1857 byl nedaleko konce kosy vybudován maják. Ke kose se dá dostat přes Clallamský okresní park, ve kterém se nachází turistické stezky, pikniková místa a tábořiště.

## Fauna a flora
Rezervace nabízí prostředí pro různé živočišné druhy, mezi něž patří více než 250 druhů ptáků a 41 druhů suchozemských savců, které území nazývají domovem jen část svého života. Záliv a estuár řeky Dungeness poskytují domov vodním ptákům, pobřežním ptákům, bahňákům, korýšům a tuleňům obecným. Ve vodách se vyskytují anadromní ryby jako losos čavyča, losos kisuč, losos gorbuša nebo losos keta. Několik druhů vodních ptáků se zde zastavuje každý podzim na cestě do teplých krajů a každé jaro na cestě zpět na sever, některé z nich tu dokonce přezimují. Od pozdního října do začátku května se zde vyskytuje také berneška tmavá kanadská, jejíž populace roste v dubnu až na tři až pět tisíc. Pobřežní ptáci a bahňáci odpočívají a jedí na břehu vod, zatímco tuleni obecní přežívají na konci kosy. V přílivových rovinách rezervace žijí krabi, škeble a další podobní živočichové.
Národní Audubonův spolek uznává rezervaci jako důležité ptačí území, jelikož je i mezinárodně významné, protože mnoho ptáků, které se zde zastaví migrují až z Aljašky na konec Jižní Ameriky. Vodní ptáci toto místo využívají na jaře, kdy zde sbírají síly před konečnou migrací.

## Rekreace
Lidé míří do rezervace za účelem sledování a fotografování divokých zvířat nebo za vzděláváním o divokých zvířatech. Aby bylo zajištěno, že mají divoká zvířata dost místa pro odpočinek a stravování je jogging a plavání povoleno pouze na vyznačených místech území v některá roční období.